# اپرا بوفا

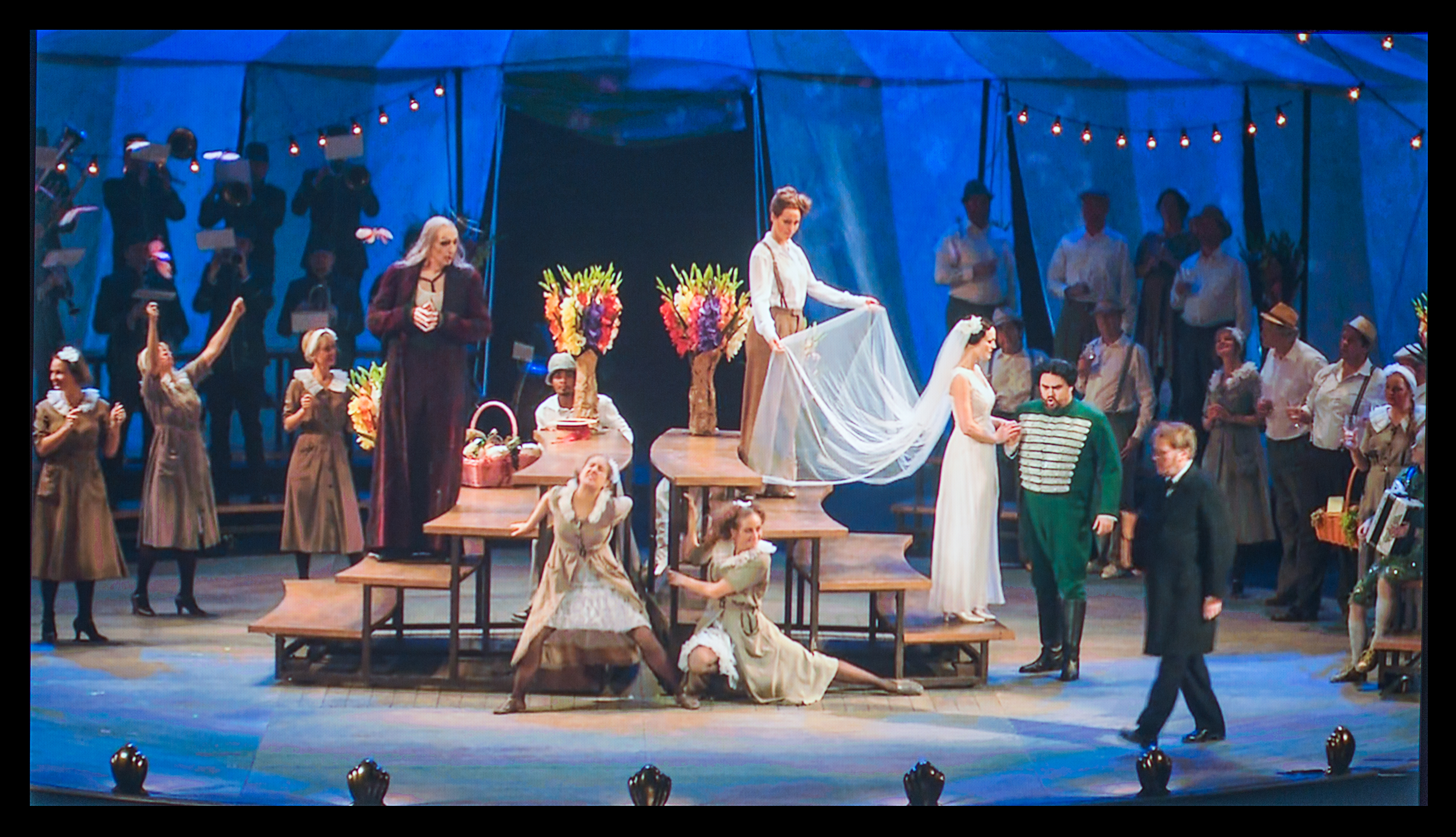
اجرا.

اُپـِرا بوفا (Opera buffa) که به نام کمدی موزیکال (Commedia per musica) یا کمدی دراماتیک موزیکال (Dramma giocoso per musica) نیز معروف است، یکی از سبک‌های اپرا است که جنبه تفریحی دارد.
اپرا بوفا، فرم ایتالیایی اپرا کمیک است و از انتر مد پیدا شد. انتر مد عبارت از قسمت‌هایی بود که در بین دو پرده اپرا سریا بازی می‌شد تا زینتی به آن داده باشد.
اپرا بوفا که یکی از زیرگونه‌های اپرای غزلی است در نیمه نخست سده هجدهم در ناپل ایتالیا پدید آمد و از آنجا به رم و شمال ایتالیا گسترش یافت.
آرایشگر سویل از مشهورترین اپراهای ساخته شده در سبک اپرا بوفا است.